# Kapljišče
Kapljišče je naselje v Občini Metlika.